# Willy Jacquemin
Willy Jacquemin (6 mei 1939) is een Belgisch voormalig politicus voor SP en later voor sp.a. Van 1995 tot 2000 was hij burgemeester van de Limburgse stad Dilsen-Stokkem.

## Levensloop
Beroepshalve was Jacquemin opvoeder-huismeester aan de Rijksschool van Stokkem.
Bij de gemeenteraadsverkiezingen van 1982 werd hij voor de SP verkozen tot gemeenteraadslid in Dilsen-Stokkem. Zijn partij behaalde drie zetels en vormde een coalitie met de CVP van André Rutten. Jacquemin werd daarbij schepen. In 1989 werd hij opnieuw schepen van jeugd en sport, ditmaal in een rooms-rode coalitie onder leiding van Hubert Ramakers (CVP).
In 1994 trok hij als lijsttrekker de SP-lijst bij de gemeenteraadsverkiezingen. Hoewel hij in voorkeurstemmen Hubert Ramakers (CVP) en partijgenoot Pierre Houben moest laten voorgaan, werd de SP de grootste partij (acht zetels tegenover zeven voor de CVP). Beide partijen vormden samen een coalitie en op 1 januari 1995 werd Jacquemin de eerste socialistische burgemeester van Dilsen-Stokkem. Hij bleef dat tot 2000, waarna de SP opnieuw in de oppositie belandde.
Nadien bleef hij actief als gemeenteraadslid, eerst voor SP en vervolgens voor sp.a. In 2004 kreeg hij de titel van ere-burgemeester toegekend. Bij de gemeenteraadsverkiezingen van 2006 was hij lijstduwer op de kartellijst sp.a-Groen!. Aangezien CD&V en Open Vld bij die verkiezingen evenveel zetels behaalden en het niet eens raakten over de verdeling van het burgemeesterschap, koos Lydia Peeters (Vld/Open Vld) ervoor een coalitie te vormen met sp.a-Groen!. Hierdoor werd Peeters burgemeester en belandde CD&V in de oppositie.
Na de gemeenteraadsverkiezingen van 2012 beëindigde Jacquemin zijn actieve politieke loopbaan. Nadien bleef hij wel actief als schrijver van lezersbrieven in De Morgen.